# بازنگری در پیمان‌ها

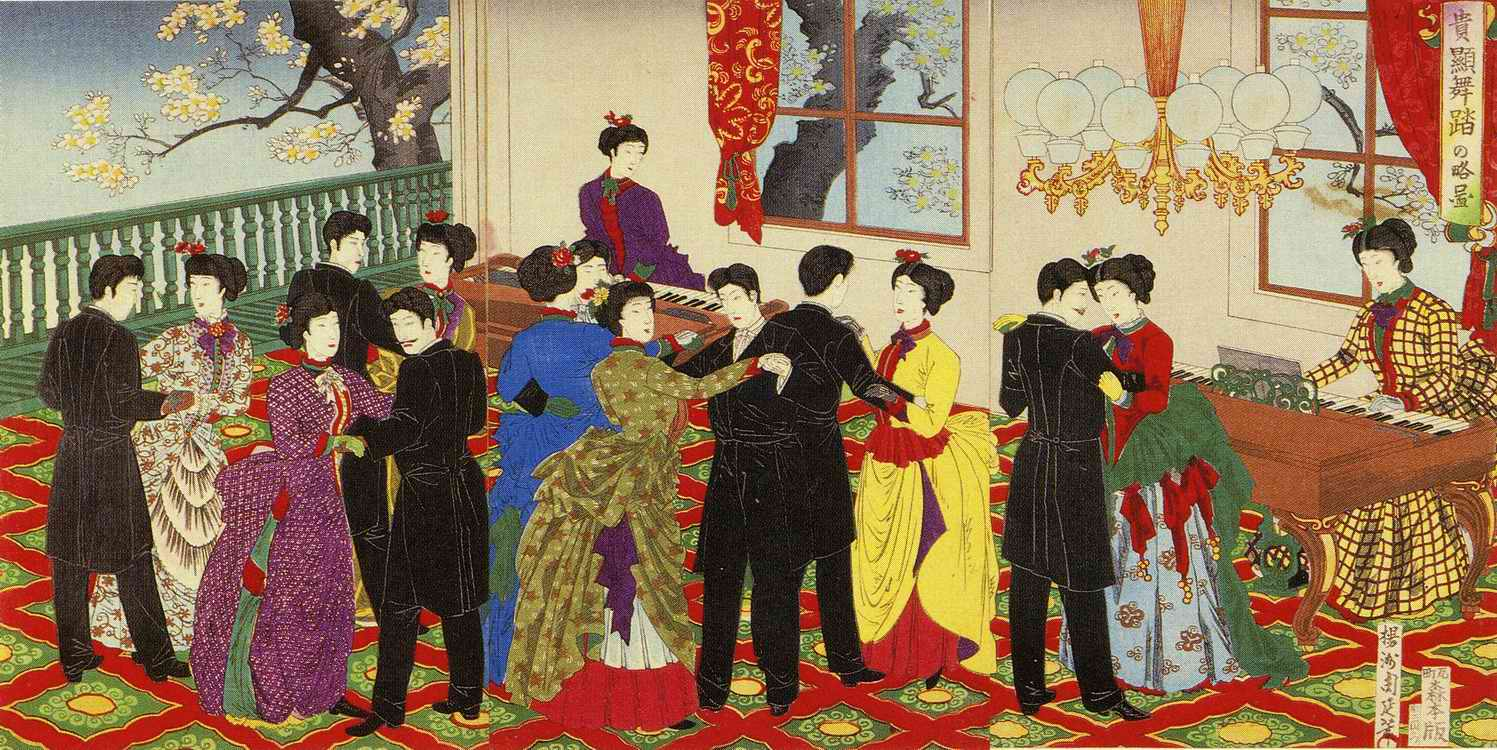
یک نیشیکی-ئه که یک مهمانی به سبک غربی در روکومئیکان به تصویر کشیده شده‌است.

بازنگری در پیمان‌ها (به ژاپنی: 条約改正) به تلاش در جهت اصلاح معاهده‌های نابرابر که بین ژاپن و کشورهای غربی از دوره آنسی در پایان دوره ادو، تا اولین سال اصلاحات میجی بسته شد، اشاره دارد. همچنین، پیشرفت و نتایج مذاکرات دیپلماتیک دولت میجی برای این منظور.